# Doktor Dolittle (film 1967)
Doktor Dolittle – amerykański film familijno-przygodowy z 1967 roku w reżyserii Richarda Fleischera, zrealizowany na podstawie cyklu powieści dla dzieci autorstwa Hugh Loftinga.

## Fabuła
Doktor Dolittle to człowiek posiadający niezwykły dar - umie rozmawiać ze wszystkimi gatunkami zwierząt w 849 językach. Zatrudnił się w cyrku, gdyż chce zdobyć pieniądze na realizację swego największego marzenia - chce odnaleźć legendarnego różowego ślimaka morskiego. Do cyrku trafia foka, która tęskni za swym mężem. Doktor postanawia jej pomóc - wynosi ją z cyrku, jednak w efekcie zostaje oskarżony o morderstwo.

## Obsada
- Muriel Landers – pani Blossom
- Geoffrey Holder – Willie Shakespeare
- Anthony Newley – Matthew Mugg
- Samantha Eggar – Emma Fairfax
- Rex Harrison – dr John Dolittle
- Peter Bull – generał Bellowes
- William Dix – Tommy Stubbins
- Richard Attenborough – Albert Blossom
- Gene Columbus – klaun w cyrku
- Gilchrist Stuart – pastor

i inni